# Polacanthus
Polacanthus là một chi khủng long, được Owen vide [Anonymous] mô tả khoa học năm 1865.